# 河西英通
河西 英通（かわにし ひでみち、1953年 - ）は、おもに東北地方の近代史を専門とする日本の歴史学者、広島大学森戸国際高等教育学院特任教授。

## 経歴
1976年に弘前大学人文学部を卒業し、1979年には立命館大学大学院文学研究科修士課程を修了した。その後、北海道大学大学院文学研究科博士後期課程に進み、1985年に単位取得満期退学して、上越教育大学学校教育学部助手となった。1988年に専任講師、1991年に助教授へと昇任した。1994年には「近代日本における地域思想の展開過程」により北海道大学から博士（文学）を取得した。
2007年に広島大学大学院文学研究科教授に転じ、2011年にはカリフォルニア大学サンタバーバラ校歴史学部客員教授も務めた。2020年8月現在は、同森戸国際高等教育学院特任教授を務める。
2015年に平和安全法制をめぐる法案（いわゆる「安保法案」）が国会に提出された際には、「安保法案に反対する広島大学人有志の会」の発起人として反対運動に関わった。

## 研究
五所川原市、上越市、青森県などの、市史、県史編纂に関わり、兵事（徴兵検査事務）などの観点から東北地方の近現代史を研究している。河西は、「東北」のイメージが、差別的な中央からの視点によって成立したものでありながら、やがて東北人の自己認識に転じること、「戦争遂行のための人的資源の供給地から後進地へ」とイメージが変貌したこと、などを指摘している。

## おもな著書

### 単著
- 近代日本の地域思想、窓社、1996年
- 東北 - つくられた異境、中央公論新社（中公新書）、2001年
  - 英語訳：（translated by Nanyan Guo and Raquel Hill）Tōhoku : Japan's constructed outland, Brill, 2016
- 続・東北 - 異境と原境のあいだ、中央公論新社（中公新書）、2007年
- せめぎあう地域と軍隊：「末端」「周縁」軍都・高田の模索、岩波書店、2010年
- 「東北」を読む、無明舎出版、2011年
- 「社共合同」の時代 - 戦後革命運動史再考、同時代社、2019年